# Thouarella brucei
Thouarella brucei är en korallart som beskrevs av Thomson och James Cunningham Ritchie 1906. Thouarella brucei ingår i släktet Thouarella och familjen Primnoidae. Inga underarter finns listade i Catalogue of Life.